# Illusion sensorielle en aviation
 (avril 2024).
Si vous disposez d'ouvrages ou d'articles de référence ou si vous connaissez des sites web de qualité traitant du thème abordé ici, merci de compléter l'article en donnant les références utiles à sa vérifiabilité et en les liant à la section « Notes et références ».
 (juin 2020).
Les sens de l'être humain sont naturellement adaptés pour une utilisation au sol. En vol sans visibilité, les illusions sensorielles que renvoient les sens peuvent fournir à un pilote d'avion des informations erronées et ne pas être en accord avec les véritables mouvements de l'avion.

## Système vestibulaire
Le système vestibulaire est un organe sensoriel barosensible, situé dans l'oreille interne, qui contribue à la sensation de mouvement et à l'équilibre. En aviation, c'est la principale cause des illusions sensorielles liées au mouvement. Les trois canaux semi-circulaires permettent la perception des déplacements angulaires (roulis, tangage, lacet) tandis que l'otolithe permet la perception des mouvements linéaires.
Les illusions somatogyres peuvent avoir lieu lorsqu'une accélération angulaire stimule les canaux semi-circulaires, alors que les illusions somatograviques sont liées à l'otolithe,.